# بطولة اتحاد غرب آسيا لكرة القدم 2004
أقيمت بطولة اتحاد غرب آسيا لكرة القدم 2004 في العاصمة الإيرانية طهران في الفترة ما بين 17 و25 يونيو 2004. المنتخبات المشاركة كانت العراق، وإيران، وسوريا، وفلسطين، ولبنان والأردن. فازت إيران بالبطولة بعد تغلبها على سوريا 4–1.

## الملعب
| طهران          |
| -------------- |
| ملعب آزادي     |
| السعة: 100،000 |
|                |

## مرحلة المجموعات

### المجموعة أ
| فريق   | لعب | ف | ت | خ | له | عليه | ف.أ | نقاط |
| ------ | --- | - | - | - | -- | ---- | --- | ---- |
| الأردن | 2   | 1 | 1 | 0 | 3  | 1    | +2  | 4    |
| العراق | 2   | 1 | 0 | 1 | 2  | 3    | −1  | 3    |
| فلسطين | 2   | 0 | 1 | 1 | 2  | 3    | −1  | 1    |

| فلسطين         | 1–1 | الأردن         |
| -------------- | --- | -------------- |
| زياد الكرد 12' |     | هيثم الشبول 3' |

| العراق             | 2–1 | فلسطين         |
| ------------------ | --- | -------------- |
| عماد محمد 41'، 83' |     | زياد الكرد 40' |

| الأردن                           | 2–0 | العراق |
| -------------------------------- | --- | ------ |
| مؤيد سليم 48' · محمود شلباية 79' |     |        |

### المجموعة ب
| فريق  | لعب | ف | ت | خ | له | عليه | ف.أ | نقاط |
| ----- | --- | - | - | - | -- | ---- | --- | ---- |
| إيران | 2   | 2 | 0 | 0 | 11 | 1    | +10 | 6    |
| سوريا | 2   | 1 | 0 | 1 | 4  | 8    | −4  | 3    |
| لبنان | 2   | 0 | 0 | 2 | 1  | 7    | −6  | 0    |

| إيران                                            | 4–0 | لبنان |
| ------------------------------------------------ | --- | ----- |
| علي دائي 15' (ركلة.)، 62'، 88' · جواد نكونام 80' |     |       |

| سوريا                                                    | 3–1 | لبنان        |
| -------------------------------------------------------- | --- | ------------ |
| محمد يحيى الراشد 7' · يوسف شيخ العشرة 27' · رجا رافع 45' |     | هيثم زين 65' |

| سوريا          | 1–7 | إيران |
| -------------- | --- | --- |
| ماهر السيد 82' |     | علي دائي 29' · علي رضا واحدي نيكبخت 30' · محمد نصرتي 45+3' · آرش برهاني 55'، 85' · علي كريمي 86' · فرهاد مجيدي 89' (ركلة.) |

## مرحلة خروج المغلوب

### نصف النهائي
| الأردن       | 1–1 (ب.و.إ.) | سوريا        |
| ------------ | ------------ | ------------ |
| عامر ذيب 21' |              | رجا رافع 55' |

| إيران                           | 2–1 | العراق         |
| ------------------------------- | --- | -------------- |
| جواد نكونام 4' · آرش برهاني 55' |     | أحمد مناجد 30' |

### مباراة المركز الثالث
| الأردن                                     | 3–1 | العراق        |
| ------------------------------------------ | --- | ------------- |
| بدران الشقران 27'، 47' · قصي أبو عالية 76' |     | عماد محمد 81' |

### النهائي
| إيران                                                           | 4–1 | سوريا       |
| --------------------------------------------------------------- | --- | ----------- |
| علي كريمي 34' · علي دائي 59' · آرش برهاني 69' · جواد نكونام 75' |     | رجا رافع 3' |

## البطل
| فائز بطولة اتحاد غرب آسيا لكرة القدم 2004 |
| ----------------------------------------- |
| · إيران · للمرة ثاني                      |

## روابط خارجية
- صفحة RSSSF عن المسابقة